# Gwynne Shotwell

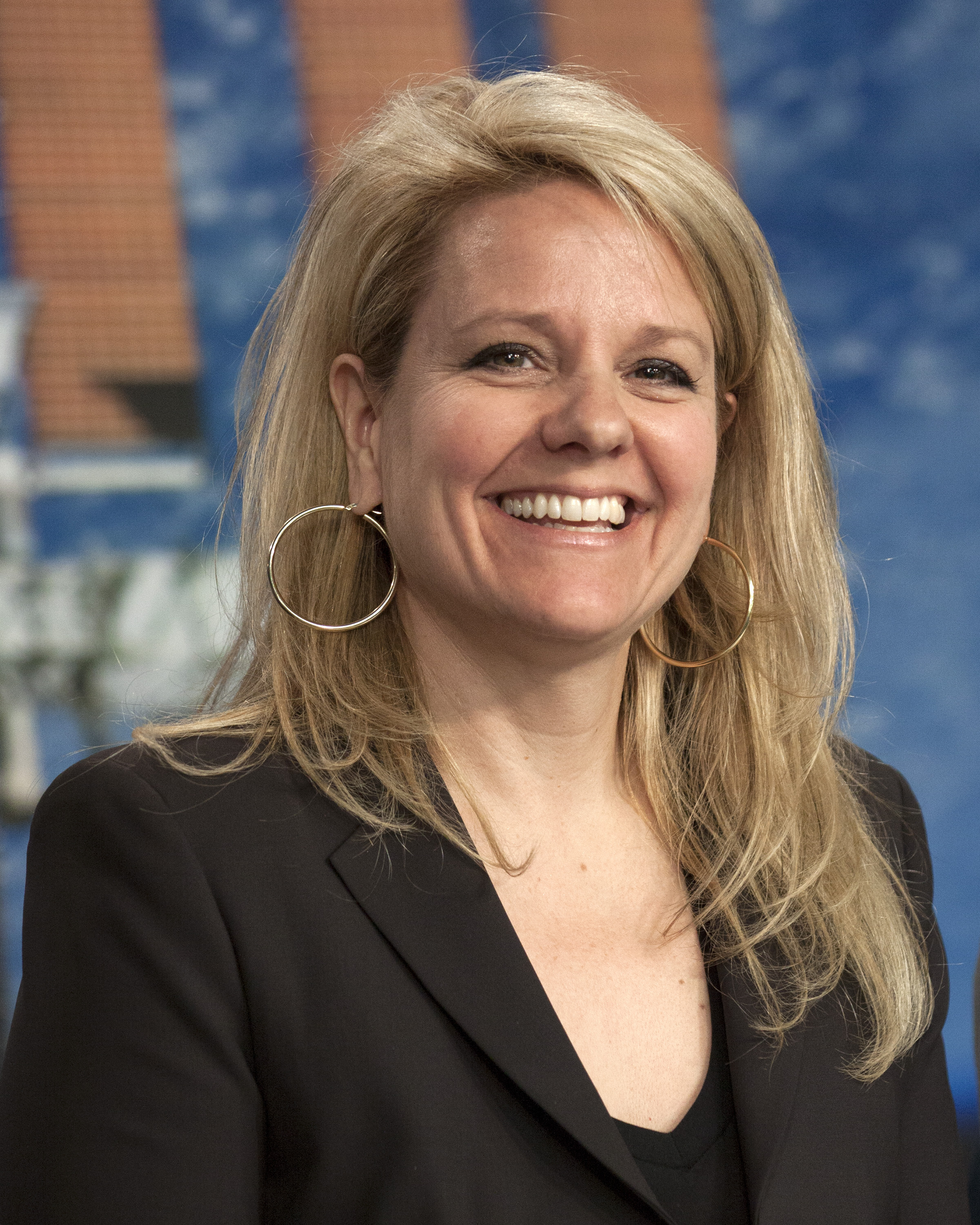
Gwynne Shotwell (2013)

Gwynne Shotwell (* 23. November 1963 in Evanston, Illinois als Gwynne Rowley) ist eine US-amerikanische Ingenieurin. Sie ist Präsidentin und COO des Raumfahrtunternehmens SpaceX, wo sie unter anderem für das Tagesgeschäft, Unternehmenswachstum und strategische Kundenbeziehungen verantwortlich ist. Unter ihrer Führung wurde SpaceX vom Start-Up zum Weltmarktführer für kommerzielle Satellitenstarts und für bemannte Raumflüge.

## Jugend und Studium
Gwynne Shotwell wurde am 23. November 1963 in Evanston im US-Bundesstaat Illinois als zweite von drei Töchtern geboren. Aufgewachsen ist sie etwa 64 Kilometer nördlich von Chicago in Libertyville, wo sie schon als Schülerin gut in Mathematik und Naturwissenschaften war.
Als Ingenieurin zu arbeiten, konnte sich Shotwell zunächst nicht vorstellen, bis sie 1976 mit ihrer Mutter eine Veranstaltung der Society of Women Engineers am Illinois Institute of Technology besuchte. Dort inspirierte sie eine selbstständige Ingenieurin, Maschinenbau zu studieren.
Ab 1982 studierte Shotwell an der Robert R. McCormick School of Engineering and Applied Science der Northwestern University. 1986 erlangte sie mit Auszeichnung den Bachelor-Abschluss in Maschinenbau und im Jahr 1988 einen Master in angewandter Mathematik.

## Karriere
In Auburn Hills, Michigan, nahm Shotwell nach ihrem Studium am Management Training Program von Chrysler Motors teil. Da ihr das Unternehmensklima zu konservativ erschien, verließ sie Chrysler bereits nach 18 Monaten.

### Raumfahrtindustrie
Nach Chrysler arbeitete Shotwell mehr als zehn Jahre bei der Aerospace Corporation in El Segundo, Kalifornien, wo sie Positionen mit zunehmender Verantwortung innehatte: So war sie beispielsweise Chefingenieurin eines Satellitenprogramms und erstellte mehrere wegweisende Gutachten unter anderem für die NASA und die US-Luftfahrtbehörde FAA. Anschließend wurde Shotwell Director of Space Systems des Start-Ups Microcosm Inc., das günstige Trägerraketen herstellt.

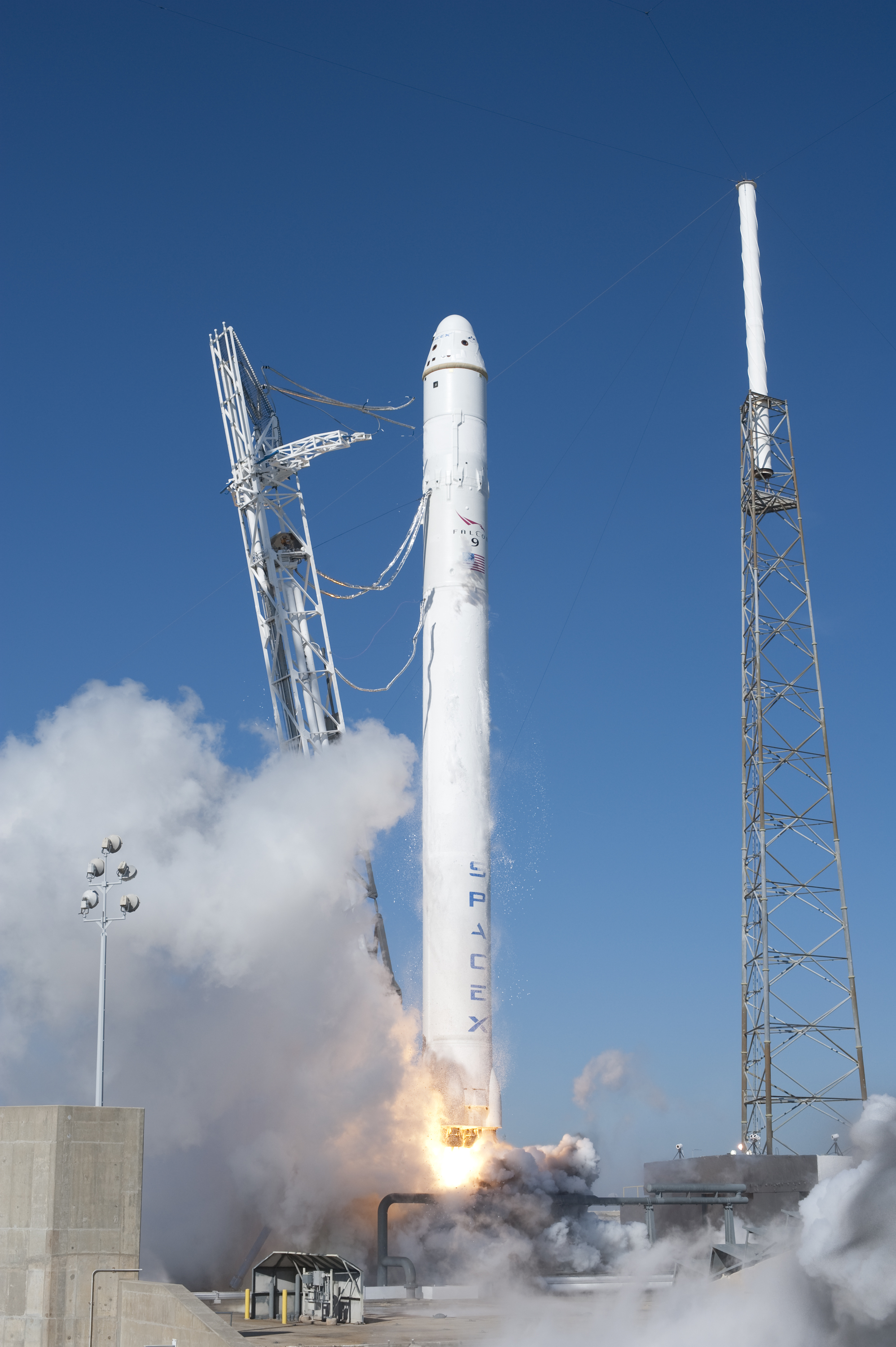
Falcon-9-Start am 8. Dezember 2010 mit der Raumkapsel Dragon, die die Erde umkreiste und dann erfolgreich im Golf von Mexiko landete. Dies gelang SpaceX als erstem Privatunternehmen

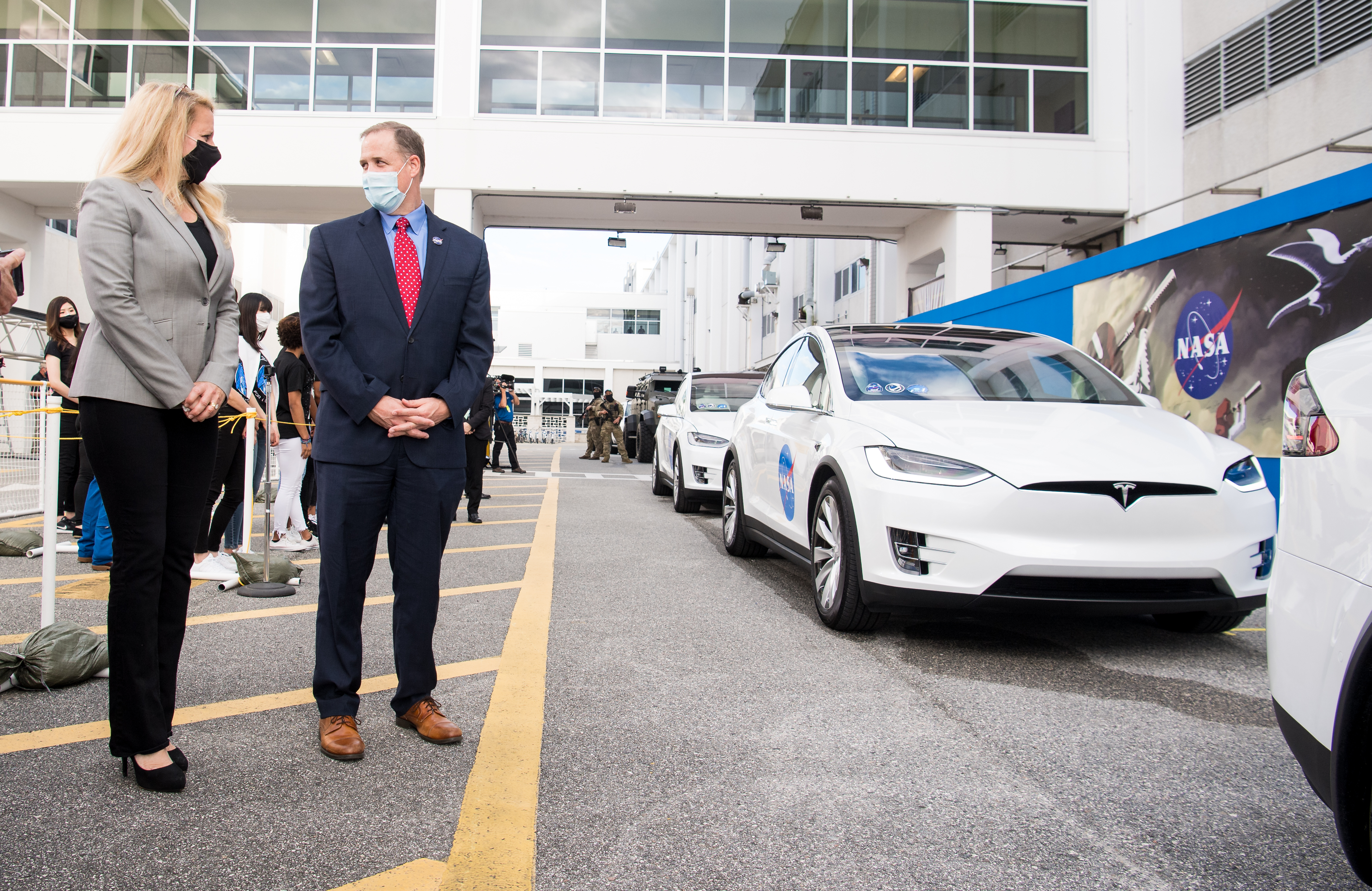
Shotwell mit NASA-Administrator Jim Bridenstine, November 2020

#### SpaceX
2002, im Gründungsjahr von SpaceX, wurde  Shotwell von dessen Gründer und CEO Elon Musk als elfte Mitarbeiterin eingestellt. Dort arbeitete sie zunächst als Vizepräsidentin für Geschäftsentwicklung und baute die Kundenbasis des jungen Unternehmens auf. Außerdem war sie für die Beziehungen zur US-Regierung zuständig. Dies resultierte in einem 1,6 Milliarden US-Dollar schweren NASA-Auftrag für Versorgungsflüge zur Internationalen Raumstation (ISS).
2008 wurde sie zur Präsidentin von SpaceX ernannt. Als solche verantwortet sie die operativen Geschäfte, einschließlich Vertrieb, Marketing, Produktion, Raketenstarts, Rechtswesen, Beziehungen zur Regierung und Finanzen. Unter ihrer Führung wurde SpaceX zum am schnellsten wachsenden Anbieter von Trägerraketenstarts und 2017 schließlich zum Weltmarktführer. Das Unternehmen hatte bis Mai 2022 160 Starts durchgeführt und mehr als 100 Starts im Wert von 12 Milliarden US-Dollar geplant.

## Persönliches
Gwynne Shotwell ist verheiratet und hat eine Tochter und einen Sohn.

## Ehrungen
- Für ihre Leistungen im Bereich Raumfahrt zeichnete das World Technology Network Shotwell 2011 mit dem World Technology Award aus.[17]
- Im Jahr 2013 wurde Gwynne Shotwell mit der NASA Distinguished Public Service Medal ausgezeichnet. Es ist die höchste Auszeichnung der NASA für Nichtregierungsangestellte.[18][19]
- Gwynne Shotwell ist Via Satellite Executive of The Year 2017.[20]
- 2020 wurde Shotwell in die National Academy of Engineering gewählt.

## Texte
- The Economist debate: Returning to the moon; Beitrag von Gwynne Shotwell als featured guest